# Zadnia Płaczliwa Kazalnica

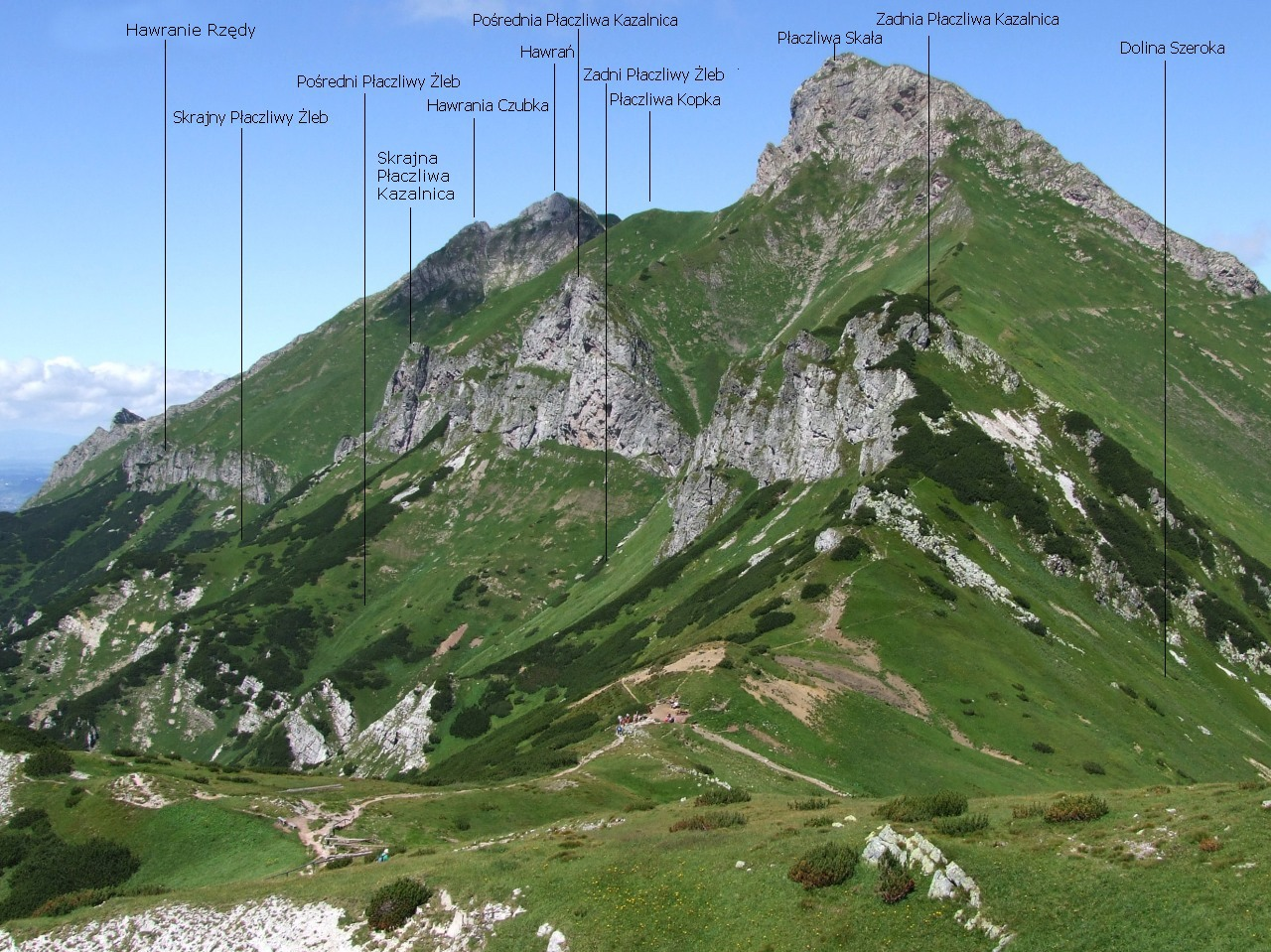

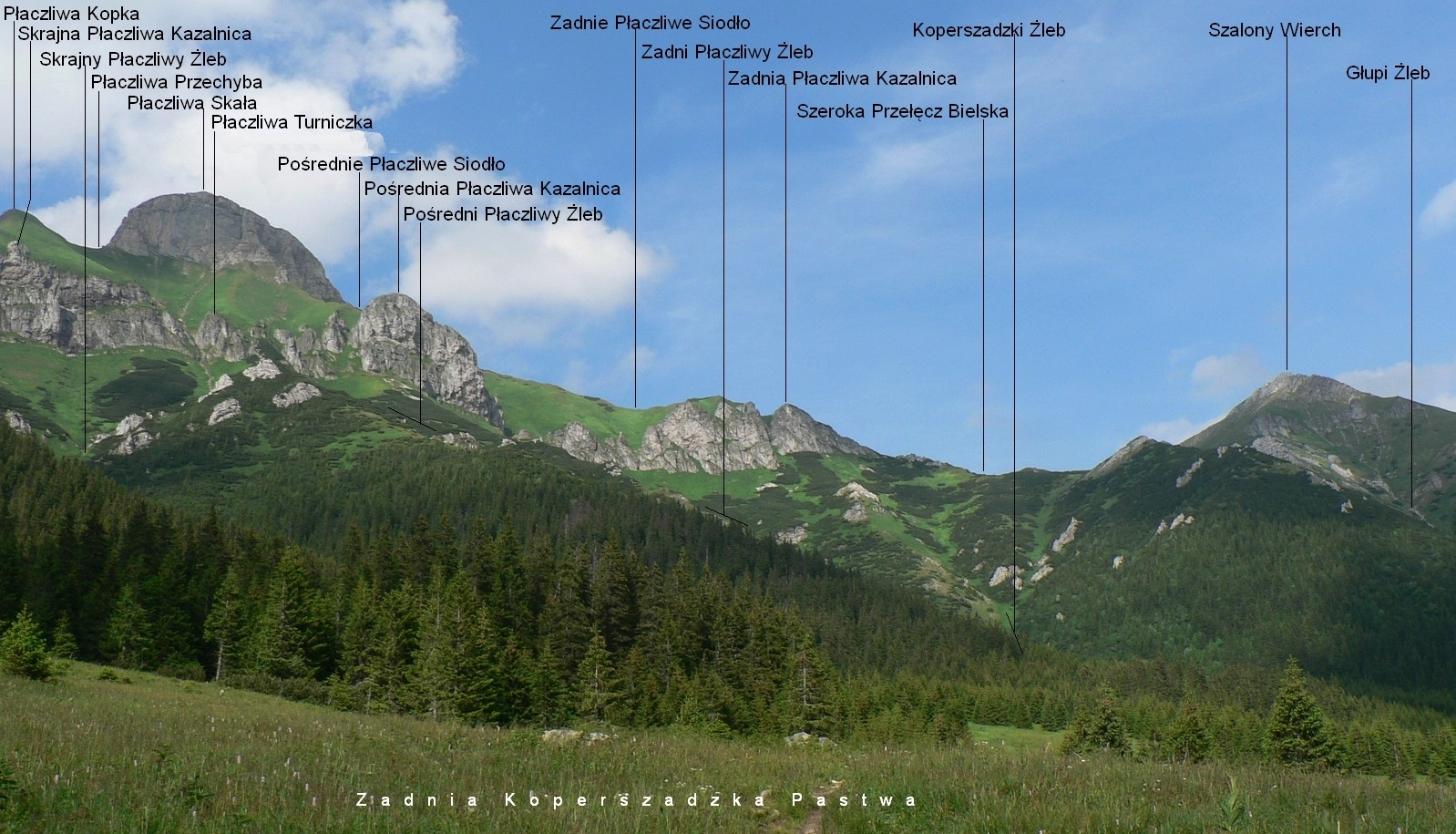

Zadnia Płaczliwa Kazalnica (ok. 1920 m) – turnia w grani głównej Tatr Bielskich na Słowacji, znajdująca się pomiędzy Szeroką Przełęczą Bielską (1826 m) a Płaczliwą Skałą (2142 m). Jest najdalej na wschód wysunięta w grupie trzech Płaczliwych Kazalnic. Płaczliwe Kazalnice z kolei są częścią długiego pasa skał zwanego Wyżnimi Rzędami biegnącego południowymi stokami Tatr Bielskich.
Zbudowana jest jak całe Tatry Bielskie ze skał węglanowych. Ma dwa główne wierzchołki (wyższy jest zachodni), oddzielone siodłem wciętym na głębokość kilkunastu metrów. Na południowy zachód opada z niego wąski i stromy komin. Ponadto w poprzek południowych stoków Płaczącej Skały biegnie kilka turniczek kończących się urwiskiem nad korytem Zadniego Płaczliwego Żlebu. Na północno-wschodnią stronę z Zadniej Płaczliwej Kazalnicy opada krótka trawiasto-kosówkowo-skalista grzęda. Jej zboczami poprowadzono szlak turystyczny omijający szczyt po stronie Doliny Szerokiej Bielskiej. Od grzbietu Płaczliwej Skały Zadnią Płaczliwą Kazalnicę oddziela trawiaste i łatwe do osiągnięcia Zadnie Płaczliwe Siodło (nazwa utworzona przez Władysława Cywińskiego), na stronę południową natomiast (do Doliny Zadnich Koperszadów opada ścianami o wysokości do 40 m.
Stoki opadające na Szeroką Przełęcz Bielską są porośnięte kosówką. W kierunku południowym z Zadniej Płaczliwej Kazalnicy opada trawiasto-kosówkowa grzęda oddzielająca Zadni Płaczliwy Żleb od Koperszadzkiego Żlebu.

## Szlak turystyczny
Zdziar – Dolina Mąkowa – Dolina do Regli – Dolina Szeroka Bielska – Zadnia Płaczliwa Kazalnica – Szeroka Przełęcz Bielska – Szalony Przechód – Przełęcz pod Kopą. Suma podejść 1075 m, czas przejścia: 3.55 h, ↓ 3.10 h